# Кочана (Прахова)
Кочана (рум. Coceana) насеље је у Румунији у округу Прахова у општини Ширна. Oпштина се налази на надморској висини од 144 m.

## Становништво
Према подацима из 2002. године у насељу је живело 22 становника, од којих су сви румунске националности.